# DDR-Mannschaftsmeisterschaft im Schach 1961
Bei der DDR-Mannschaftsmeisterschaft im Schach 1961 konnte TSC Oberschöneweide den Titel verteidigen und gewann nach 1959 und 1960 die DDR-Mannschaftsmeisterschaft zum dritten Male.
Gespielt wurde ein Rundenturnier, wobei jede Mannschaft gegen jede andere jeweils vier Mannschaftskämpfe an acht Brettern austrug, dem sogenannten Halb-Scheveninger System. Insgesamt waren es 60 Mannschaftskämpfe, also 480 Partien. Bei dem verkürzten Scheveninger System bilden die ersten vier Spieler jeder Mannschaft das Oberhaus und die zweiten vier das Unterhaus. Auf diese Weise besteht jedes Team praktisch aus zwei Mannschaften, deren Ergebnisse allerdings als Ganzes gewertet werden. Während die erste Halbzeit an Wochenenden ausgetragen wurde, fand die zweite Halbzeit (zehn Runden) zentral in Halle an der Saale vom 7. bis 14. Mai 1961 statt.
Die beiden favorisierten Mannschaften TSC Oberschöneweide und SC Chemie Halle trafen erst im letzten Spiel des zweiten Durchgangs aufeinander. Im ersten Durchgang in Berlin hatten die Hallenser gegen die Berliner mit 10:6 hoch gewonnen. Die Entscheidung über den Titel fiel somit erst in der letzten Runde.

## DDR-Mannschaftsmeisterschaft 1961

### Kreuztabelle der Oberliga (Rangliste)
|   | Verein                   | 1    | 2    | 3    | 4    | 5    | 6    | Punkte |
| - | ------------------------ | ---- | ---- | ---- | ---- | ---- | ---- | ------ |
| 1 | TSC Oberschöneweide      |      | 16,0 | 17,5 | 17,0 | 21,5 | 25,5 | 97,5   |
| 2 | SC Chemie Halle          | 16,0 |      | 15,5 | 17,5 | 20,0 | 26,5 | 95,5   |
| 3 | SC Rotation Leipzig      | 14,5 | 16,5 |      | 15,5 | 19,5 | 19,5 | 85,5   |
| 4 | SC Einheit Dresden       | 15,0 | 14,5 | 16,5 |      | 19,0 | 20,0 | 85,0   |
| 5 | BSG Motor Gotha          | 10,5 | 12,0 | 12,5 | 13,0 |      | 16,5 | 64,5   |
| 6 | HSG Wissenschaft Potsdam | 6,5  | 5,5  | 12,5 | 12,0 | 15,5 |      | 52,0   |

### Die Meistermannschaft
| 1.            | TSC Oberschöneweide |
| Schachfiguren | Alphabetische Reihenfolge: Fritz Baumbach, Reinhart Fuchs, Werner Golz, Lothar Kollberg, Hans Platz, Horst Rittner, Bodo Starck, Olaf Thal, Klaus Tiemer |

### DDR-Liga
| Platz | Verein                      | Punkte |
| ----- | --------------------------- | ------ |
| 1     | TSC Oberschöneweide         | 67,5   |
| 2     | SC Chemie Halle II          | 66,5   |
| 3     | Aufbau Börde Magdeburg      | 53,5   |
| 3     | Motor Abus Dessau           | 53,5   |
| 5     | Einheit Rostock             | 53,0   |
| 5     | Lok Pankow                  | 53,0   |
| 7     | Dynamo "Helmut Just" Berlin | 51,5   |
| 8     | Wissenschaft Greifswald     | 49,5   |

| Platz | Verein                 | Punkte |
| ----- | ---------------------- | ------ |
| 1     | Rotation Dresden       | 63,0   |
| 2     | SC Rotation Leipzig II | 61,0   |
| 3     | SC Einheit Dresden II  | 58,5   |
| 4     | Wismut Wilkau-Haßlau   | 56,0   |
| 5     | Aufbau Mitte Dresden   | 54,0   |
| 6     | Motor Jena             | 54,0   |
| 7     | Motor Görlitz          | 52,0   |
| 8     | Lok Mitte Leipzig      | 49,5   |

Stichkampf der Staffelsieger
Anfang Juli 1961 ermittelten die beiden Staffelsieger in Falkenberg den Aufsteiger zur Oberliga. Dabei setzte sich die Zweitvertretung des TSC Oberschöneweide zweimal mit 5:3 gegen Rotation Dresden durch.

### Aufstiegsspiele zur DDR-Liga
Die Abschlusstabelle der Staffel 2 liegt nicht vor. Es gewann Chemie Piesteritz. Weitere beteiligte Mannschaften waren Chemie Magdeburg, Chemie Fürstenwalde und Wissenschaft Potsdam II. In den Staffeln 3 und 4 fehlen einige wenige Hängepartien, die jedoch keinen Einfluss auf die Platzierung hatten.
| Platz | Verein                 | Punkte |
| ----- | ---------------------- | ------ |
| 1     | Lok Waren-Rethwisch    | 16,5   |
| 2     | Einheit Friesen Berlin | 14,5   |
| 3     | Veritas Wittenberge    | 12,5   |
| 4     | Medizin Graal-Müritz   | 04,5   |

| Platz | Verein               | Punkte |
| ----- | -------------------- | ------ |
| 1     | Lok Meißen           | 14,5   |
| 2     | Wissenschaft Leipzig | 13,0   |
| 3     | IFA Karl-Marx-Stadt  | 11,0   |
| 4     | Aktivist Lauchhammer | 08,5   |

| Platz | Verein                | Punkte |
| ----- | --------------------- | ------ |
| 1     | Lok Greiz             | 16,5   |
| 2     | Aktivist Oelsnitz     | 14,0   |
| 3     | Empor Erfurt          | 09,5   |
| 4     | Motor Bad Liebenstein | 06,0   |

## DDR-Meisterschaft der Frauen 1961
Vorrunde
In der veröffentlichten Tabelle der Gruppe B fehlt noch der Wettkampf zwischen Mühlhausen und Magdeburg, der jedoch keinen Einfluss auf den Gruppensieg hatte.
| Platz | Verein                    | Punkte |
| ----- | ------------------------- | ------ |
| 1     | SC Chemie Halle           | 19,0   |
| 2     | Motor Gohlis Nord Leipzig | 14,5   |
| 3     | Empor Potsdam             | 13,5   |
| 4     | Empor Tangermünde         | 07,5   |
| 5     | Lok Cottbus               | 05,5   |

| Platz | Verein                   | Punkte |
| ----- | ------------------------ | ------ |
| 1     | Uni Wissenschaft Leipzig | 18,0   |
| 2     | TSC Oberschöneweide      | 13,0   |
| 3     | Einheit Mühlhausen       | 09,5   |
| 4     | Aufbau Börde Magdeburg   | 09,0   |
| 5     | Lok Werdau               | 03,5   |

| Platz | Verein          | Punkte |
| ----- | --------------- | ------ |
| 1     | Empor Erfurt    | 19,0   |
| 2     | Einheit Freibrg | 13,0   |
| 3     | Lok Dresden     | 12,5   |
| 4     | Rotation Berlin | 09,5   |
| 5     | Aktivist Böhlen | 04,0   |

Endrunde
Die Endrunde wurde Mitte Oktober 1961 im Sportforum Leipzig ausgetragen.
| Platz | Verein                    | Punkte |
| ----- | ------------------------- | ------ |
| 1     | SC Chemie Halle           | 14,0   |
| 2     | Empor Erfurt              | 09,0   |
| 3     | Motor Gohlis Nord Leipzig | 07,5   |
| 4     | Wissenschaft Leipzig      | 05,5   |